# Otto de Habsbourg-Lorraine (1865-1906)
 (mai 2019).
Si vous disposez d'ouvrages ou d'articles de référence ou si vous connaissez des sites web de qualité traitant du thème abordé ici, merci de compléter l'article en donnant les références utiles à sa vérifiabilité et en les liant à la section « Notes et références ».
Pour les articles homonymes, voir Otto de Habsbourg-Lorraine (homonymie).
Otto de Habsbourg-Lorraine (Graz, 21 avril 1865 – Vienne, 1er novembre 1906), est un archiduc d'Autriche. Il est notamment le père de Charles Ier d'Autriche, le dernier souverain de la famille de Habsbourg-Lorraine.

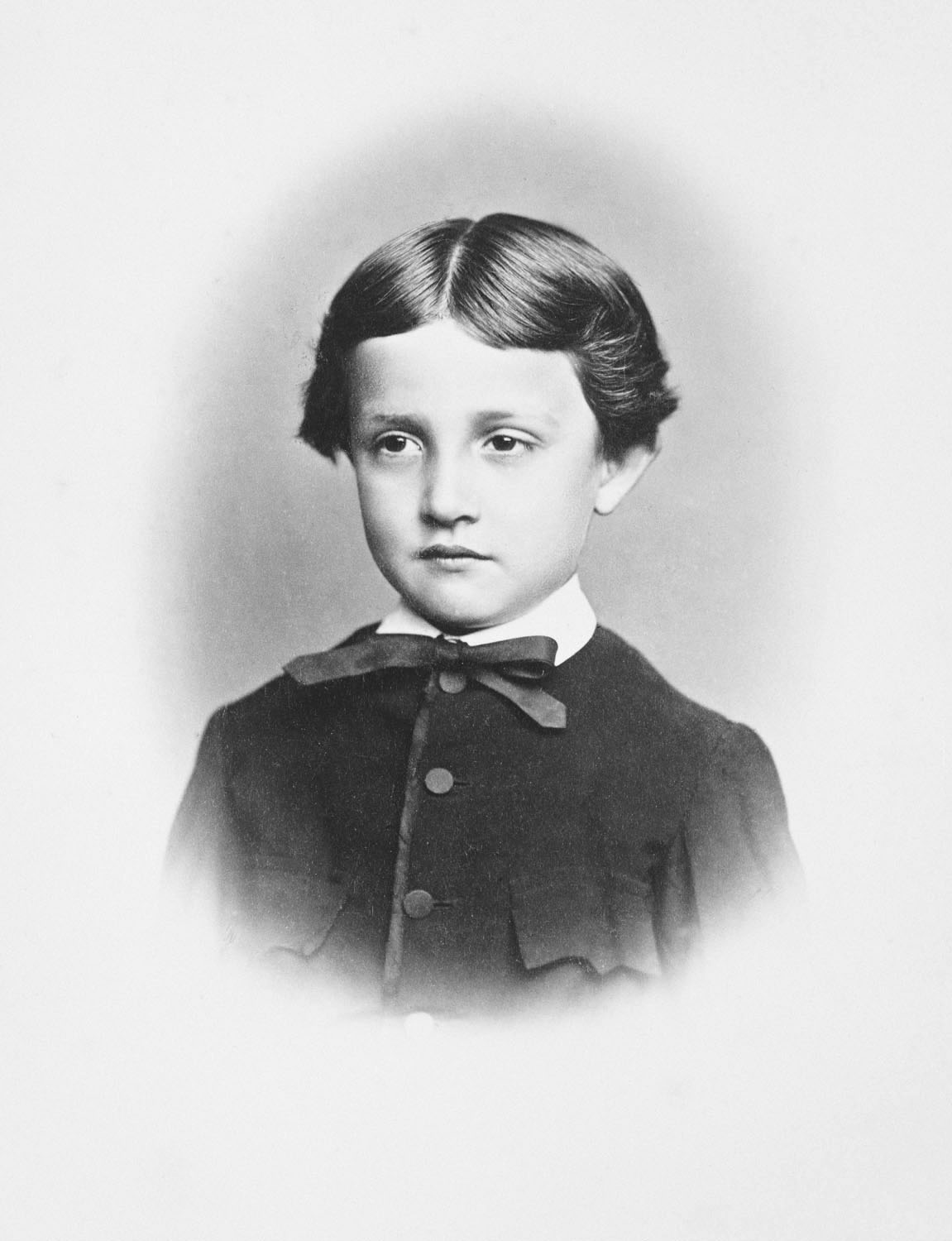
Otto, en 1870

## Biographie
Fils de l'archiduc Charles-Louis d'Autriche et de Marie-Annonciade de Bourbon-Siciles, l'archiduc Otto est le neveu de l'empereur François-Joseph Ier et de l'empereur Maximilien Ier du Mexique. À sa naissance, l'archiduc est quatrième dans l'ordre de succession au trône.
Otto de Habsbourg-Lorraine épouse en 1886 Marie-Josèphe de Saxe (1867 – 1944).
Deux fils sont issus de cette union :
- Charles François Joseph (1887 – 1922), qui succède en 1916 à son grand-oncle François-Joseph Ier ; il épouse en 1911 Zita de Bourbon-Parme (1892 – 1989), et postérité ;

- Maximilien-Eugène d'Autriche (1895 – 1952), en 1917 il épouse Franziska zu Hohenlohe-Waldenburg-Schillingsfürst (1897 – 1989), et postérité.

Otto de Habsbourg-Lorraine est le grand-père de son homonyme, Otto de Habsbourg-Lorraine (1912 – 2011), chef de la Maison impériale d'Autriche de 1922 à 2007.
Surnommé Otto der Schöne qui se traduit par Otto le beau ou encore le bel Archiduc, sa vie dissolue et ouvertement scandaleuse (il entra un jour au café Sacher, de Vienne, vêtu de son seul sabre ou, au cours d'une chasse, sauta à cheval par dessus un cortège funèbre suivi par ses compagnons) amena l'archiduchesse à vivre séparément de son époux. 
La mort de l'archiduc héritier en 1889 puis celle de son père en 1896 le  rapprochèrent du trône. De plus les soucis de santé de son frère aîné célibataire et sans enfant pouvaient laisser penser que ce dernier pourrait mourir ou renoncer à ses droits et que l'archiduc était le prochain héritier du trône. En effet, ce gai-luron était mieux apprécié par la cour que son frère aîné malade, austère et irascible. Scandalisé par le mode de vie de son neveu, l'empereur envisageait défavorablement une telle issue notamment quand l'archiduc-héritier révéla officiellement son désir d'épouser une femme n'appartenant à une Maison souveraine ou médiatisée. Dès lors la vie scandaleuse du "bel Archiduc" prenait une dimension politique qui ne sera pas sans conséquence sur l'avenir du monde.
En effet, les écarts de son neveu ne permettaient pas à l'empereur et roi de le considérer comme un héritier potentiel. Le souverain ne pouvait admettre de laisser la couronne à un prince menant une vie aussi indigne de son rang. Cependant, les usages de l'époque et l'étiquette ne permettaient pas au souverain de déshériter son neveu ni de l'exclure de la Maison Impériale pour des raisons subjectives. Aussi, en 1900, l'empereur et roi François-Joseph Ier fut - il contraint d'accepter — sous conditions — le mariage morganatique du frère aîné d'Otto, l'archiduc-héritier François-Ferdinand (sans quoi l'archiduc-héritier aurait dû renoncer à ses droits au trône et aurait été exclu de la Maison Impériale).  Ce mariage sous condition envenima les relations entre le souverain et son héritier, lequel ne supportait pas de voir sa femme humiliée par le protocole. En juin 1914, lors de sa visite à Sarajevo, l'archiduc-héritier voulant avoir sa femme à ses côtés, déclara que cette visite était d'ordre privée et non officielle. Aussi ne bénéficia-t-il que d'un service de sécurité limité qui favorisa l'action de ses assassins. Un mois plus tard, poussé par ses ministres, le vieil et pacifique empereur et roi, en déclarant la guerre à la Serbie, déclenchait la première guerre mondiale qui mit fin à la monarchie et à l'empire. 
L'archiduc Otto ne vit pas la fin tragique de sa Maison. Ayant contracté la syphilis en 1904, il se retira du monde et mourut deux ans plus tard à l'âge de 41 ans dans d'atroces souffrances n'ayant pour seuls soutiens que sa belle-mère, l'archiduchesse Marie-Thérèse de Bragance et un prélat. En tant que membre de la Maison de Habsbourg-Lorraine, l'archiduc Otto fut inhumé dans la crypte des Capucins à Vienne aux côtés de ses ancêtres.
C'est son fils aîné qui succéda à l'empereur et roi en 1916 sous le nom de Charles Ier d'Autriche. Ne pouvant faire face à la défaite et la désagrégation de l'empire, il dut s'éloigner du pouvoir en 1918 et mourut dans la misère sur l'île de Madère en 1922 à l'âge de 35 ans. Sa piété, son pacifisme, sa fidélité à l'Eglise et aux liens du mariage amenèrent l'Eglise à le reconnaître Bienheureux en 2004.